# 京都証券取引所
京都証券取引所（きょうとしょうけんとりひきじょ）は、2001年3月1日に廃止された証券取引所である。略称は「京証」。
京証は第二次世界大戦後の証券取引法のもとに新たに開設された9ヶ所の証券取引所の一つである。
「日本がアジアの金融中心地の地位を確保するため、証券取引所は東京証券取引所に一本化すべきだ」との持論を持っていた中村伊一理事長が、2001年大阪証券取引所との間で合併契約を締結。2001年3月に閉所式を開催し、吸収合併された。取引所閉所後も京都証券ビルとして存続している。

## 所在地
京都府京都市下京区四条通東洞院東入立売西町66番（京都証券ビル・北緯35度0分14.3秒 東経135度45分41.9秒）

## 旧上場会社
廃止時に上場していた企業については、大阪証券取引所が引き継いだ。京都証券取引所への単独上場企業は、互応化学工業と京都ホテルと三谷伸銅と竹仁染化(現・竹仁興産)の4社だけ（廃止時点での単独上場企業は、互応化学工業と京都ホテルの2社）だった。
()内は証券コード

### 単独上場
- 竹仁染化 (現・竹仁興産、3567)
- 互応化学工業 （証券コード: 4962）
- 三谷伸銅 （証券コード: 5755）
- 京都ホテル （証券コード: 9723）

### 重複上場
- ナガサキヤ （証券コード: 2213）
- ワコール （証券コード: 3591）
- イタリヤード （証券コード: 3602）
- 第一工業製薬 （証券コード: 4461）
- 三洋化成工業 （証券コード: 4471）
- 日本新薬 （証券コード: 4516）
- TOWA （証券コード: 6315）
- ユーシン精機 （証券コード: 6482）
- 日本電池 （証券コード: 6931）
  - ユアサコーポレーションと経営統合し、ジーエス・ユアサ コーポレーションを設立
- 京セラ （証券コード: 6971）
- 島津製作所 （証券コード: 7701）
- ムーンバット （証券コード: 8115）
- ロンシャン （証券コード: 8124）
- 髙島屋 （証券コード: 8233）
- 阪急百貨店 （証券コード: 8242）
  - 閉所後、阪神百貨店（大証一部に単独上場）と経営統合し、法人は持株会社のエイチ・ツー・オー リテイリングとなった
- 近鉄百貨店 （証券コード: 8244）
  - 閉所前日に逆さ合併が行われる前は丸物→京都近鉄百貨店が上場していた。旧・近鉄百貨店（1972年 - 2001年）は非上場で近畿日本鉄道（現在の近鉄グループホールディングス）の100%子会社だった。
- 平和堂 （証券コード: 8276）
- 滋賀銀行 （証券コード: 8366）
- 京都銀行 （証券コード: 8369）
- アイフル （証券コード: 8515）
- びわこ銀行 （証券コード: 8552）
  - 関西アーバン銀行と合併
- 日栄 （証券コード: 8577）
- だいこう証券ビジネス （証券コード: 8692）
- 西日本旅客鉄道 （証券コード: 9021）
- 東海旅客鉄道 （証券コード: 9022）
- 中央倉庫 （証券コード: 9319）
- 王将フードサービス （証券コード: 9936）